# Leptomenes longulus
Leptomenes longulus är en stekelart som beskrevs av Giordani Soika. Leptomenes longulus ingår i släktet Leptomenes och familjen Eumenidae. Inga underarter finns listade i Catalogue of Life.